# Dyskografia Ace Hooda
Dyskografia Ace Hooda – amerykańskiego rapera składa się z trzech albumów studyjnych, siedmiu singli i występów gościnnych.
Ace Hood zadebiutował albumem pt. Gutta. Promowany był dwoma singlami "Cash Flow" z udziałem T-Paina i Ricka Rossa, oraz "Ride" z Trey Songz. Kompozycja uplasowała się na 36. miejscu notowania Billboard 200, ze sprzedażą 24.700 egzemplarzy w pierwszym tygodniu. Siedem miesięcy później, 30 czerwca 2009 roku, odbyła się premiera drugiego albumu pt. Ruthless. Pierwszym singlem promującym album został utwór "Overtime" z gościnnym udziałem T-Paina i Akona. Produkcją utworu zajął się duet The Runners. Ostatnim singlem została piosenka "Champion" z udziałem Jazmine Sullivan i Ricka Rossa. Artystę wspomogli wyżej wspomniani Rick Ross, Jazmine Sullivan, T-Pain, Akon, Ludacris, The-Dream, Birdman, czy Lloyd. Album zadebiutował na 23. miejscu notowania Billboard 200 ze sprzedażą 20.000 egzemplarzy w pierwszym tygodniu. Na trzeci studyjny album trzeba było czekać dwa lata. W sierpniu 2011 roku ukazała się kompozycja Blood, Sweat & Tears. Pierwszym singlem był utwór "Hustle Hard", drugim "Go 'N' Get It". Ostatnim singlem promującym ten album został utwór "Body 2 Body" z udziałem Chrisa Browna. Podstawowa wersja płyty zawiera 12 utworów, natomiast poszerzona deluxe została wzbogacona o 5 piosenek. Kompozycja zadebiutowała na 8. miejscu notowania Billboard 200 ze sprzedażą 26.000 egzemplarzy w pierwszym tygodniu. Rapera wspomogli Yo Gotti, Rick Ross, Lil Wayne, czy Busta Rhymes w poszerzonej wersji albumu.

## Albumy
| Tytuł                | Informacje o albumie                                                                                 | Najwyższa pozycja | Najwyższa pozycja | Najwyższa pozycja |
| Tytuł                | Informacje o albumie                                                                                 | US                | US R&B            | US Rap            |
| -------------------- | --- | ----------------- | ----------------- | ----------------- |
| Gutta                | - Data wydania: 28 listopada, 2008 - Wydawca: We the Best, Def Jam (#001177301) - Format: CD, LP, MD | 36                | 5                 | 2                 |
| Ruthless             | - Data wydania: 30 czerwca, 2009 - Wydawca: We the Best, Def Jam (#001306601) - Format: CD, LP, MD   | 23                | 5                 | 2                 |
| Blood, Sweat & Tears | - Data wydania: 9 sierpnia, 2011 - Wydawca: We the Best, Def Jam (#B0015539-02) - Format: CD, LP, MD | 8                 | 3                 | 2                 |

## Single

### Solo
| Rok  | Tytuł                                               | Najwyższa pozycja | Najwyższa pozycja | Najwyższa pozycja | Album                |
| Rok  | Tytuł                                               | US                | US R&B            | US Rap            | Album                |
| ---- | --------------------------------------------------- | ----------------- | ----------------- | ----------------- | -------------------- |
| 2008 | "Cash Flow" (featuring T-Pain & Rick Ross)          | 120               | 55                | 16                | Gutta                |
| 2008 | "Ride" (featuring Trey Songz)                       | 90                | 27                | 6                 | Gutta                |
| 2009 | "Overtime" (featuring Akon & T-Pain)                | 119               | 70                | –                 | Ruthless             |
| 2009 | "Champion" (featuring Jazmine Sullivan & Rick Ross) | –                 | 58                | –                 | Ruthless             |
| 2011 | "Hustle Hard"                                       | 60                | 9                 | 10                | Blood, Sweat & Tears |
| 2011 | "Go 'N' Get It"                                     | –                 | 60                | –                 | Blood, Sweat & Tears |
| 2011 | "Body 2 Body" (featuring Chris Brown)               | 65                | 6                 | 6                 | Blood, Sweat & Tears |

### Gościnnie
| Rok  | Tytuł                                                                                               | Najwyższa pozycja | Najwyższa pozycja | Najwyższa pozycja | Album     |
| Rok  | Tytuł                                                                                               | US                | US R&B            | US Rap            | Album     |
| ---- | --------------------------------------------------------------------------------------------------- | ----------------- | ----------------- | ----------------- | --------- |
| 2008 | "Out Here Grindin" (DJ Khaled featuring Akon, Rick Ross, Plies, Lil Boosie, Ace Hood & Trick Daddy) | 38                | 32                | 17                | We Global |

## Występy gościnne

### 2008
- "Paper Chase" (Bizniz Kid featuring Ace Hood Produced By Cool Kid Piddy)]
- "Standing on the Mountain Top" (DJ Khaled featuring Ace Hood & Pooh Bear)
- "Final Warning" (DJ Khaled featuring Bun B, Blood Raw, Ace Hood, Brisco, Bali, Lil Scrappy, Shawty Lo & Rock City)
- "Blood Money" (DJ Khaled featuring Brisco, Ace Hood, Rick Ross & Birdman)
- "I'm the Shit" (Ball Greezy featuring Brisco & Ace Hood)
- "Vibin' (Remix)" (DJ Khaled featuring Piccolo & Ace Hood)

### 2009
- "Gutta Bitch (Remix)" (Trai'D featuring DJ Khaled, Hurricane Chris, Trina, Ace Hood & Bun B)
- "Yayo" (Flo Rida featuring Brisco, Billy Blue, Ball Greezy, Rick Ross, Red Eyezz, Bred, Pitbull & Ace Hood)
- "I Don't Give a Fuck" (Bali featuring Papa Duck & Ace Hood)

### 2010
- "Where They Do That At" (Young Cash featuring Brisco, Ace Hood, Ice "Billion" Berg, Piccalo, J.T. Money, Ball Greezy, Billy Blue & Chaos)
- "Bring the Money Out" (DJ Khaled featuring Nelly, Lil Boosie & Ace Hood)
- "On My Way" (DJ Khaled featuring featuring Kevin Cossom, Ace Hood, Ball Greezy, Desloc, Piccalo, Ice "Billion" Berg, Bali, Gunplay, Rum & Young Cash)
- "Perswaysive" (Young Sway Hustle featuring Ace Hood)
- "Hands High" (DJ Noodles featuring Ace Hood, Brisco, 2 Pistols & Tom G)
- "Ain't Shit Change" (HP featuring Ace Hood)

### 2011
- "Fall Out (Remix)" (Reek Da Villian featuring Roscoe Dash, Busta Rhymes, Ace Hood, Akon & Bun B)
- "Highs & Lows" (¡MAYDAY! featuring Ace Hood)
- "Stand Tall" (N.O.R.E featuring Curren$y & Ace Hood)
- "You Want It, I Get It" (Rich Kidd featuring Ace Hood)
- "Red Carpet" (Supastar LT featuring Ace Hood)
- "Racks (Remix)" (YC featuring Wiz Khalifa, Waka Flocka Flame, Cyhi Da Prynce, Bun B, B.o.B, Yo Gotti, Wale, Cory Gunz, Dose, Cory Mo, Nelly, Twista, Big Sean, Trae tha Truth & Ace Hood)
- "Dope Music" (Chips featuring Ace Hood, Brisco & Peep Game)
- "On My Way To The Money" (Ball Greezy featuring Ace Hood & Brisco)
- "I Know" (YC featuring Ace Hood)
- "Money On The Floor" (Kevin McCall featuring Tank & Ace Hood)
- "I'm Thuggin" (DJ Khaled featuring Waka Flocka Flame & Ace Hood)
- "Future" (DJ Khaled featuring Ace Hood, Meek Mill, Big Sean, Wale & Vado)